# Хорнабуджи (Дедоплисцкаройский муниципалитет)
Хорнабуджи (груз. ხორნაბუჯი; бывший Цителицкаро и Нацариани груз. წითელწყარო, ნაცარიანი) — село в Грузии. Находится в восточной Грузии, в Дедоплисцкаройском муниципалитете края Кахетия. Расположено на Ширакской равнине, на высоте 800 метров над уровнем моря. От города Дедоплис-Цкаро располагается в 2 километрах. По результатам переписи 2014 года в селе проживало 2095 человека.